# Selenicereus spinulosus
A Selenicereus spinulosus egy dísznövényként gyakran tartott epifita kaktusz, virágai rokonainál valamivel kisebbek.

## Elterjedése és élőhelye
Mexikó: Hidalgo, Tamaulipas, Veracruz, Tabasco, San Luis Potosí, Oaxaca és Chiapas államok, 55–2100 m tszf. magasságban.

## Jellemzői
Fénylő zöld hajtású, léggyökereket gazdagon képző kúszónövény, hajtásai hosszúak, azonban mindössze 13 mm átmérőjűek, 4-5 (-6) bordásak, a bordás élesek, később lelapulnak. Areolái zöldesbarnák, 6 darab sárgásbarna vagy fehér töviseket hordoznak, melyek közül kettő hosszabb, 5 mm hosszú, a többi 2 mm hosszú. A középtövis 15 mm hosszú. Virágai 150 mm hosszúak és átmérőjűek, nincs illatuk, fehérek. A pericarpium vöröses vagy fehéres töviseket visel, a külső szirmok visszahajlanak, a portokok fehérek.

## Története és rokonsági viszonyai
E faj volt a harmadik felfedezett Selenicereus faj, elsőként Thomas Coulter gyűjtötte 1827-ben, Mexikóban, azonban a pontos gyűjtés helye nem ismert. Pyramus de Candolle anélkül írta le a növény, hogy ismerte volna virágát. Később Berlinbe is küldött hajtásokat, ahol a növények először 1842-ben hoztak virágokat.
Rendkívül variábilis faj, különösen virágai, melyek mérete 70–150 mm között változhat. Legközelebbi rokonai a Selenicereus atropilosus és a Selenicereus vagans.